# Century Child
Century Child je četrti studijski album finske simfonične metal skupine Nightwish, izdan leta 2002.

## Seznam pesmi
1. Bless the Child – 6.12
2. End of All Hope – 3.55
3. Dead to the World – 4.19
4. Ever Dream – 4.43
5. Slaying the Dreamer – 4.31
6. Forever Yours – 3.50
7. Ocean Soul – 4.14
8. Feel for You – 3.55
9. The Phantom of the Opera – 4.10